# Несслер, Виктор Эрнст
Ви́ктор Эрнст Не́сслер (нем. Victor Ernst Nessler; 28 января 1841 — 28 мая 1890) — эльзасский композитор, который работал в основном в Лейпциге. Наиболее известен своими операми «Трубач из Зекингена» (Der Trompeter von Säckingen) и «Гамельнский крысолов» (Der Rattenfänger von Hameln).

## Биография
Родился в Бальденайме (Эльзас). Обучался теологии в Страсбургском университете, где также был членом студенческой корпорации Вильгельмтана в 1861 году. Тем не менее Несслер решил посвятить себя музыке. Написав оперу Fleurette (1864), он отправился в Лейпциг, чтобы усовершенствовать свои знания о музыке и учиться у профессора Морица Гауптмана.
Умер 28 мая 1890 в Страсбурге. Похоронен на кладбище Сент-Галлен в Страсбурге (Koenigshoffen), вместе со своей женой Жюли Несслер (1841—1920) и их маленьким сыном Петерле (1908—1909).
В 1895 году скульптура работы Альфреда Марцоффа была установлена в парке-оранжерее в его честь.

## Работы
Виктор Эрнст Несслер среди прочих своих работ особенно известен такими операми, как «Крысолов из Гамельна» (Der Rattenfänger von Hameln), созданной в Лейпциге 19 марта 1879 года на основе либретто Фридриха Гофмана по мотивам поэмы Юлиуса Вольфа по сюжету средневековой немецкой легенды о Гамельнском крысолове, и «Трубач из Зекингена» (Der Trompeter von Säckingen), также написанной в Лейпциге 4 мая 1884 года по поэме Йозефа Виктора фон Шеффеля «Трубач из Зекингена, песня Верхнего Рейна».
Также написал несколько хоров, месс и ораторий.

## Наследие

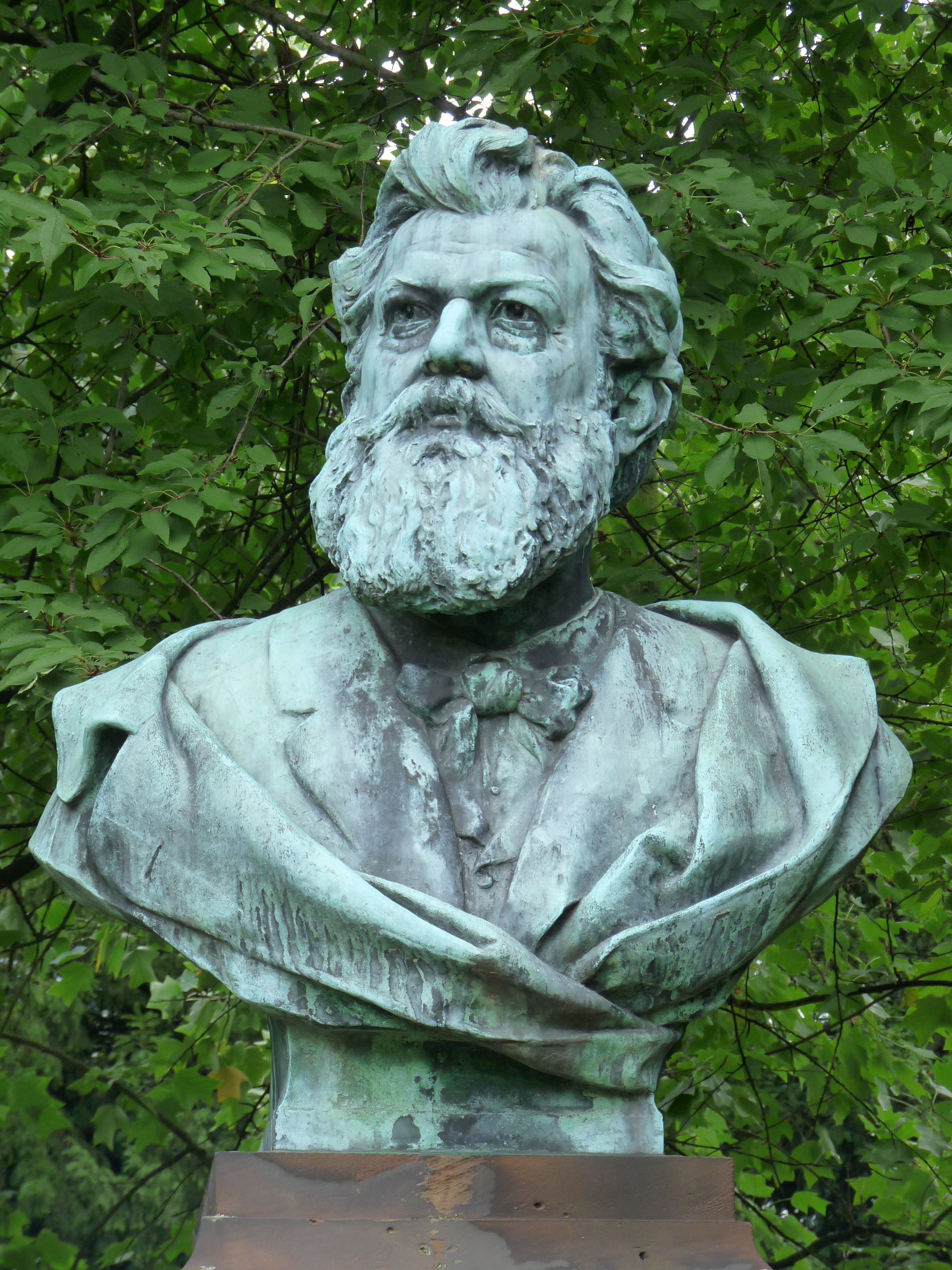
Скульптура Альфреда Марцоффа (1895)

- В память о Викторе Эрнсте Несслере его именем названа улица в Страсбурге.